# Asteroid tipa B
 Asteroid tipa B  je vrsta relativno redkih oglikovih ˙(karbonatnih) asteroidov, ki spadajo v širšo skupino  asteroidov C. Največ asteroidov tipa B je v zunanjem delu asteroidnega pasu. Posebno veliko jih je v asteroidni družini Palas. Ta družina asteroidov vsebuje drugi največji asteroid Palas.

## Značilnosti
Asteroidi tipa B vsebujejo osnovne, lahko hlapljive snovi iz začetka nastajanja Sončevega sistema.
V splošnem so podobni asteroidom tipa C. Od njih se razlikujejo v absorbciji v ultravijoličnem delu spektra (pod 0,5 μm), ki je majhna ali je sploh ni. Kažejo malo bolj modro bravo. Albedo je med 0,04 in 0,08.
Spektroskopske raziskave asteroidov tipa B kažejo, da so sestavljeni iz anhidriranih silikatov, hidratiziranih glinenih materialov, organskih polimerov, magnetite in sulfidov. Najbolj podoben material se najde na karbonatno hondritnih meteoritih,  ki so jih malo segrevali.